# Staffan Forssell
Staffan Andreas Forssell, född 30 januari 1962, är en svensk ämbetsman och tidigare generaldirektör för bland annat Statens kulturråd.
Staffan Forssell är uppvuxen i Abisko/Kiruna. Han utbildade sig till fysiker och flygmeteorolog i flygvapnet. Han har är idag generalsekreterare för Sjövärnskårernas Riksförbund, tidigare har han varit chef/gd/vd  för bland andra Scenkonstbolaget, Cosmonova, Svenska Turistföreningens fjällverksamhet, Armémuseum, Riksutställningar och Statens kulturråd. Forssell var under fem år projektledare vid miljöföretaget Indic. Han har även varit anställd vid konsultföretaget Deloitte Consulting.

### Webbkällor
- Pressrelease från Kulturrådet 19 december 2013